# Sandokan - La tigre ruggisce ancora
Sandokan - La tigre ruggisce ancora è una serie televisiva a cartoni animati del 2001 diretta da Giuseppe Laganà.
È la seconda serie animata co-prodotta da Rai Fiction e Mondo TV liberamente ispirata ai romanzi del ciclo indo-malese di Emilio Salgari, dopo Sandokan - La tigre della Malesia (1998). L'animazione fu realizzata dallo Studio SEK e le musiche vennero composte da Pino Massara in sostituzione degli Oliver Onions (Guido e Maurizio De Angelis), che in questa serie e nella successiva si limitano a eseguire la sigla.
La serie fu trasmessa su Rai Due a partire dal 26 settembre 2001, in fascia pomeridiana. Fu poi seguita da una terza serie, Sandokan - Le due tigri (2008).

## Trama
Dopo aver sconfitto Suyodhana e James Brooke, Sandokan adesso Rajah del Kiltar è pronto ad affrontare nuovi nemici. Infatti i suoi avversari non hanno ancora finito con lui: durante il trasporto sulla nave Brooke si allea con altri prigionieri e riesce ad evadere per tentare di impadronirsi della nave su cui si trova salvo poi cadere in mare e morire apparentemente.
Contemporaneamente Suyodhana, intuendo che non potrà mai uscire vivo dalla prigione in cui è rinchiuso, tramite un sortilegio distrugge il suo corpo fisico e infonde il suo spirito in un pipistrello, iniziando a cercare qualcuno che possa terminare la sua missione. La persona scelta per questo compito è Nazima, una giovane donna indiana, che posseduta dallo spirito maligno del sacerdote diventa la nuova sacerdotessa della dea Kalì, con il preciso scopo di sacrificare Ada alla dea e uccidere Sandokan.
Nel Kiltar Sandokan, Marianna, Tati, Kammamuri, Yanez e Pako, e il nuovo governatore di Labuan Guillonk, vivono in pace con il loro popolo, ma a rovinare la pace e dare inizio ad una nuova avventura è la comparsa di un nuovo temibile nemico che sembra conoscere molto bene sia Sandokan che i suoi amici, il Rajah Bianco. Dopo varie sconfitte Nazima e il misterioso Rajah Bianco stringono un'alleanza e iniziano ad aiutarsi a vicenda, cosa che però non gli concede mai una totale vittoria, infatti, il misterioso Rajah Bianco in più occasioni ostacola Nazima per salvare Marianna cui sembra misteriosamente affezionato. Alla fine, malgrado il Rajah Bianco riesce ad impossessarsi del palazzo del Kiltar con l'aiuto di tribù indigene locali ostili a Sandokan, viene definitivamente sconfitto da Sandokan che lo smaschera, rimanendo sorpreso nello scoprire che il Rajah Bianco è in realtà l'ex governatore del Kiltar James Brook, che viene nuovamente arrestato dalle truppe inglesi a causa dei suoi crimini. Riesce però a scampare al carcere grazie alla magia di Nazima che fa naufragare sull'isola di Mompracem la nave dove lui e i suoi complici erano prigionieri, offrendogli la possibilità di vendicarsi di Sandokan una volta per tutte; ma anche questa volta, nonostante riescano a separare Sandokan dai suoi amici, il piccolo Kammamuri, imbarcatosi sulla nave di Sandokan contro la richiesta dell'amico di rimanere a palazzo, riesce a liberare Yanez e gli altri, facendo sì che le trappole preparate dagli alleati del Rajah Bianco gli si ritorcano contro.
Sconfitto James Brook, Sandokan si scontra con Nazima per l'ultima volta e dopo un breve scontro finge di volerla uccidere lasciandola cadere da un precipizio così lo spirito di Suyodhana abbandona il corpo della donna e tenta di impossessarsi di quello di Sandokan che però si rivela troppo forte per lui e lo respinge, causandone la scomparsa. Con Suyodhana sconfitto, James Brook e i suoi alleati imprigionati per i loro crimini e Nazima finalmente libera per Sandokan e i suoi amici ha inizio un periodo di pace.

## Personaggi principali
- Sandokan
- Yanez de Gomera
- Marianna
- Kammamuri
- Tremal-Naik
- Ada Moreland
- Rajah Bianco/James Brooke
- Ushitora
- Mati
- Kien Koa
- Nazima/Suyodhana

## Episodi
1. La tigre del Rajah
2. Trappola mortale
3. All'attacco del Rajah bianco
4. Nazima
5. I tagliatori di teste
6. La figlia del Marajah
7. Ritorno a Rajmangal
8. Il cannone americano
9. Sfida mortale
10. La pietra di Salagraman
11. I ribelli prigionieri
12. Surama, regina dell'Assam
13. La triade del drago
14. La tigre bianca
15. I monaci combattenti
16. Il bosco che cammina
17. Attacco al treno
18. I sotterranei di Dheli
19. La disfatta dei Thugs
20. Le prigioni di Calbaran
21. L'isola del diavolo
22. La disfatta del Rajah Bianco
23. Il cimitero marino
24. Attacco al Kiltar
25. La riconquista del Kiltar
26. Scontro finale